# He Goes Bear Hunting
He Goes Bear Hunting è un cortometraggio muto del 1915 scritto e diretto da Wallace A. Carlson.

## Produzione
Il film fu prodotto dalla Essanay Film Manufacturing Company.

## Distribuzione
Distribuito dalla General Film Company, il film - un cortometraggio di animazione lungo 200 metri dal titolo alternativo Dreamy Dud Goes Bear Hunting - uscì nelle sale cinematografiche USA il 28 luglio 1915. Nelle proiezioni, veniva programmato con il sistema dello split reel, accorpato in un'unica bobina con un altro cortometraggio.